# Hans Nestius
Hans Erik Bogislaus Nestius, född 8 januari 1936 i Tyska Sankta Gertruds församling i Stockholm, död 18 juni 2005 i Maria Magdalena församling i Stockholm, var en svensk journalist, författare, opinionsbildare för fri abort och RFSU-ordförande.

## Biografi
Hans Nestius var son till konstnären Ivar Nestius och Viola, ogift Lundberg. Han gick ut Poppius journalistskola 1955, var reporter vid Karlstads-Tidningen 1955–1956, chefredaktör vid Värmlands-Posten 1957–1958 och vid Bildjournalen 1959–1960. Han var redaktör för Liberal Ungdom 1960–1964, medarbetare vid Expressens ledaravdelning 1963 och redaktör för Liberal Debatt 1965–1967.
Han var ordförande för Riksförbundet för kriminalvårdens humanisering (KRUM) 1966–1969, redaktör för antologier rörande kriminalvård 1969 och 1970 samt redaktör för Pockettidningen R 1970–1977. Han var undersökande reporter vid tidningen Vi 1977–1980. Han var ordförande för RFSU 1979–1987 och redaktör för Boktidningen Ottar 1980–1992.
Under 1960-talet engagerade han sig i frågan om rätten till fri abort och blev åtalad för att ha hjälpt svenska kvinnor att söka abort i Polen. Under 1970-talet var han en av initiativtagarna till och redaktör för Pockettidningen R. 
Hans Nestius gifte sig första gången 1959 med Gunvor Olsson (1933–1964) och fick sonen Mikael Nestius 1961. Från 1960-talet var han sambo med skådespelaren Inger Liljefors (född 1937) och fick dottern Lisa Liljefors 1967. Han gifte sig med Inger Liljefors i slutet av maj 2005, avled några veckor senare och begravdes på Skogskyrkogården i Stockholm.

## Priser och utmärkelser
- 1976 – Tidningen Vi:s litteraturpris
- 1977 – Stora journalistpriset